# Nea Filadelfeia
Nea Filadelfeia o Nea Filadelfia (en griego: Νέα Φιλαδέλφεια, romanizado: Nueva Filadelfia) es un núcleo de población situado al norte de Atenas, Grecia. Fue fundado por los refugiados griegos provenientes de Anatolia, principalmente de Filadelfia tras la guerra greco-turca (1919-1922).
Originariamente la zona estaba formada por campos de cultivo y bosques que se han preservado parcialmente en diversas plazas y parques tras el desarrollo urbano de principios del siglo XX.
Actualmente es una zona residencial con comercios en las calles principales. Cuenta con un parque del mismo nombre de 480 metros cuadrados que antiguamente fue un zoo.
- Datos: Q1021592
- Multimedia: Nea Filadelfia / Q1021592